# 馬丁斯堡 (密蘇里州里普利縣)
馬丁斯堡（英語：Martinsburg）是位於美國密蘇里州里普利縣的鬼鎮。

## 歷史
馬丁斯堡的郵局於1842年設立，其後於1867年停運。

## 地理
馬丁斯堡所處的海拔為高於海平面103米（即338英呎），而該地所採用的時區為UTC-6，即北美中部時區（CST）。同時該地設有夏令時間，為UTC-6調快一小時，即UTC-5（CDT）。